# Руссин (Шаранта)
Русси́н (фр. Roussines) — коммуна во Франции, находится в регионе Пуату — Шаранта. Департамент — Шаранта. Входит в состав кантона Монтамбёф. Округ коммуны — Конфолан.
Код INSEE коммуны — 16289.

## География
Коммуна расположена приблизительно в 380 км к югу от Парижа, в 100 км южнее Пуатье, в 37 км к востоку от Ангулема.
Около 50 % территории коммуны занято лесами. Луга используются главным образом для разведения коров породы лимузен.

## Население
Население коммуны на 2008 год составляло 310 человек.
| 1962 | 1968 | 1975 | 1982 | 1990 | 1999 | 2008 |
| ---- | ---- | ---- | ---- | ---- | ---- | ---- |
| 577  | 504  | 442  | 396  | 374  | 300  | 310  |

## Экономика
В 2007 году среди 178 человек в трудоспособном возрасте (15—64 лет) 104 были экономически активными, 74 — неактивными (показатель активности — 58,4 %, в 1999 году было 65,0 %). Из 104 активных работали 93 человека (50 мужчин и 43 женщины), безработных было 11 (3 мужчины и 8 женщин). Среди 74 неактивных 8 человек были учениками или студентами, 32 — пенсионерами, 34 были неактивными по другим причинам.

## Фотогалерея

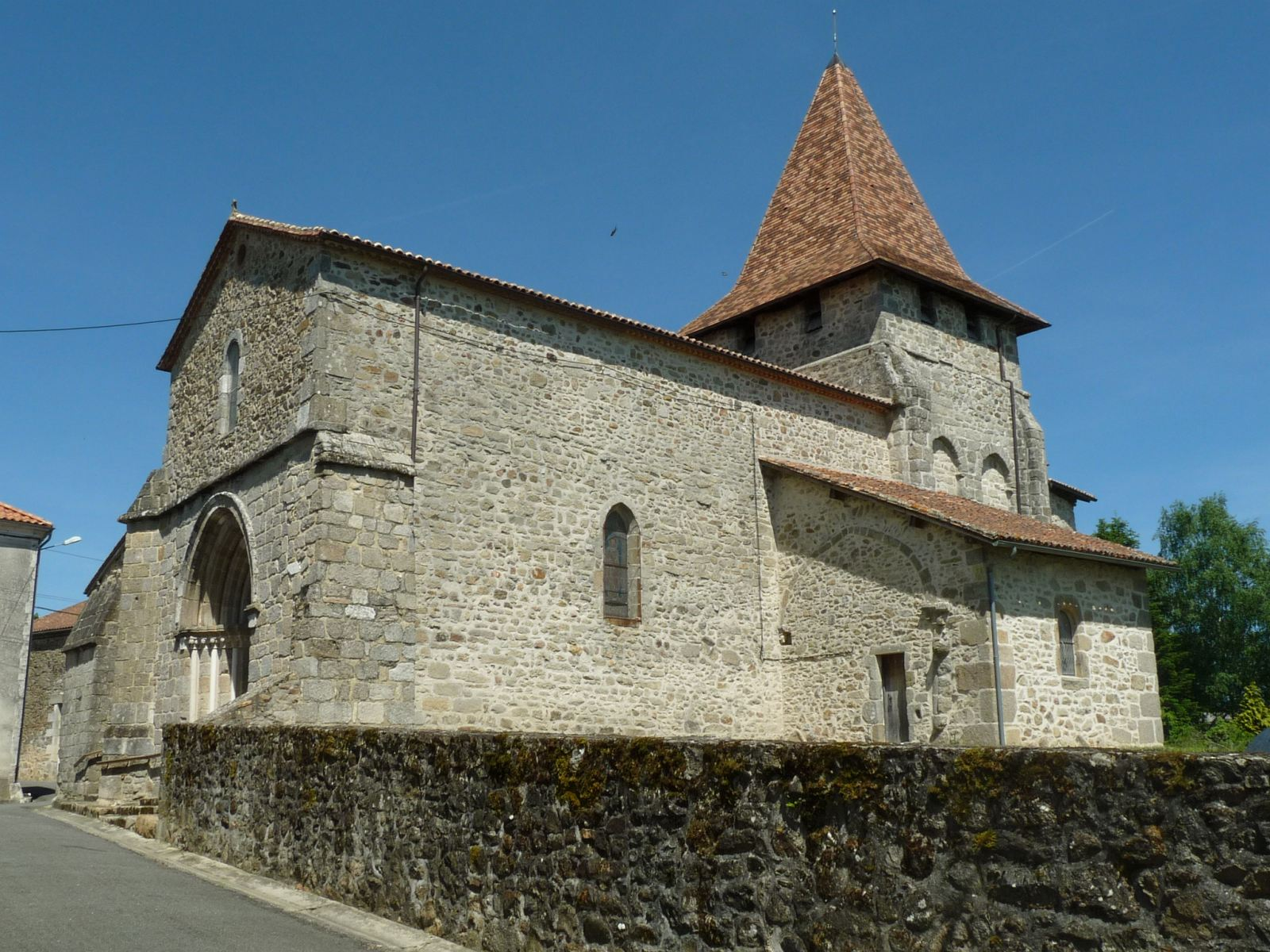
Церковь Сен-Жак
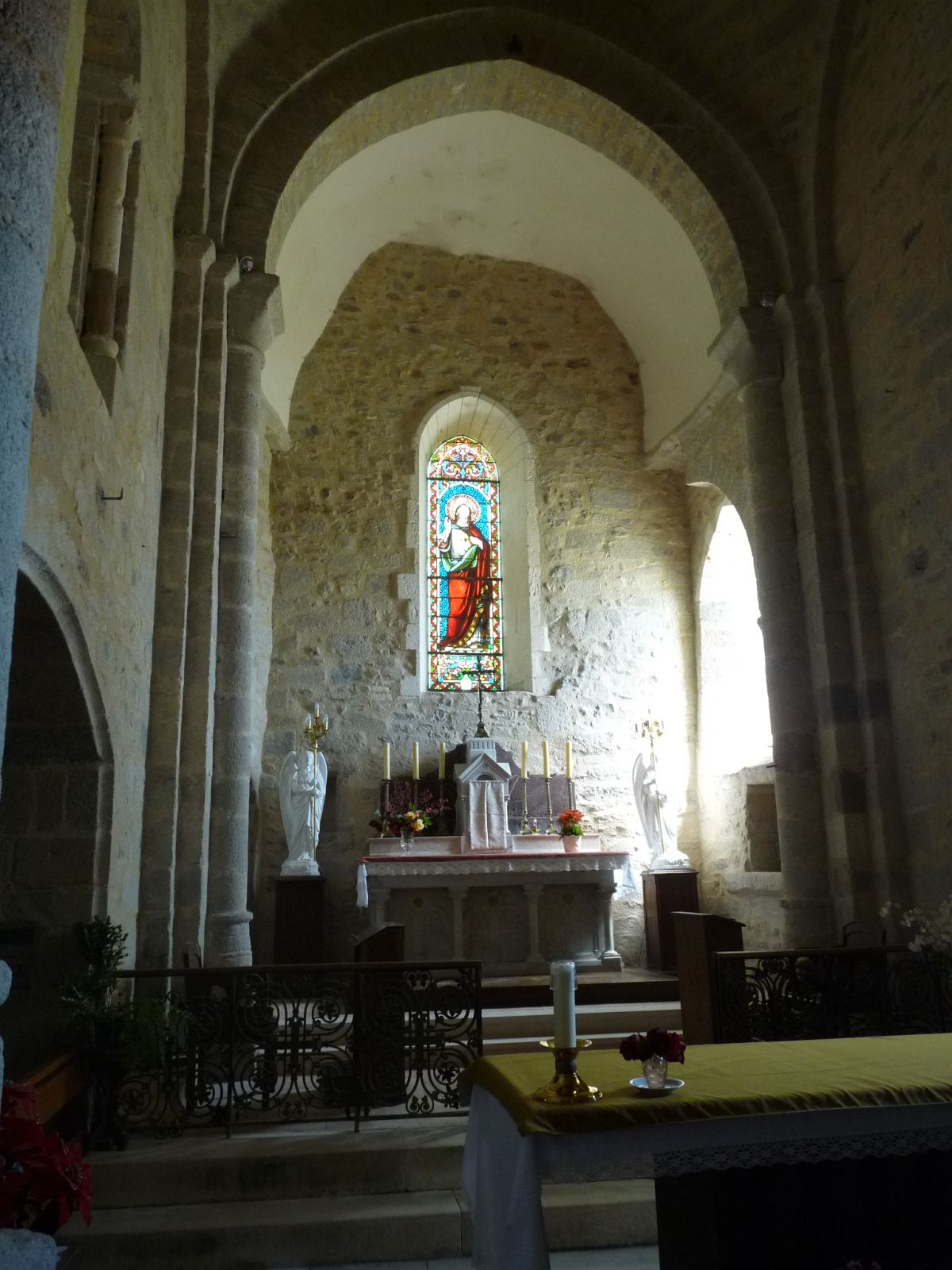
Интерьер церкви Сен-Жак
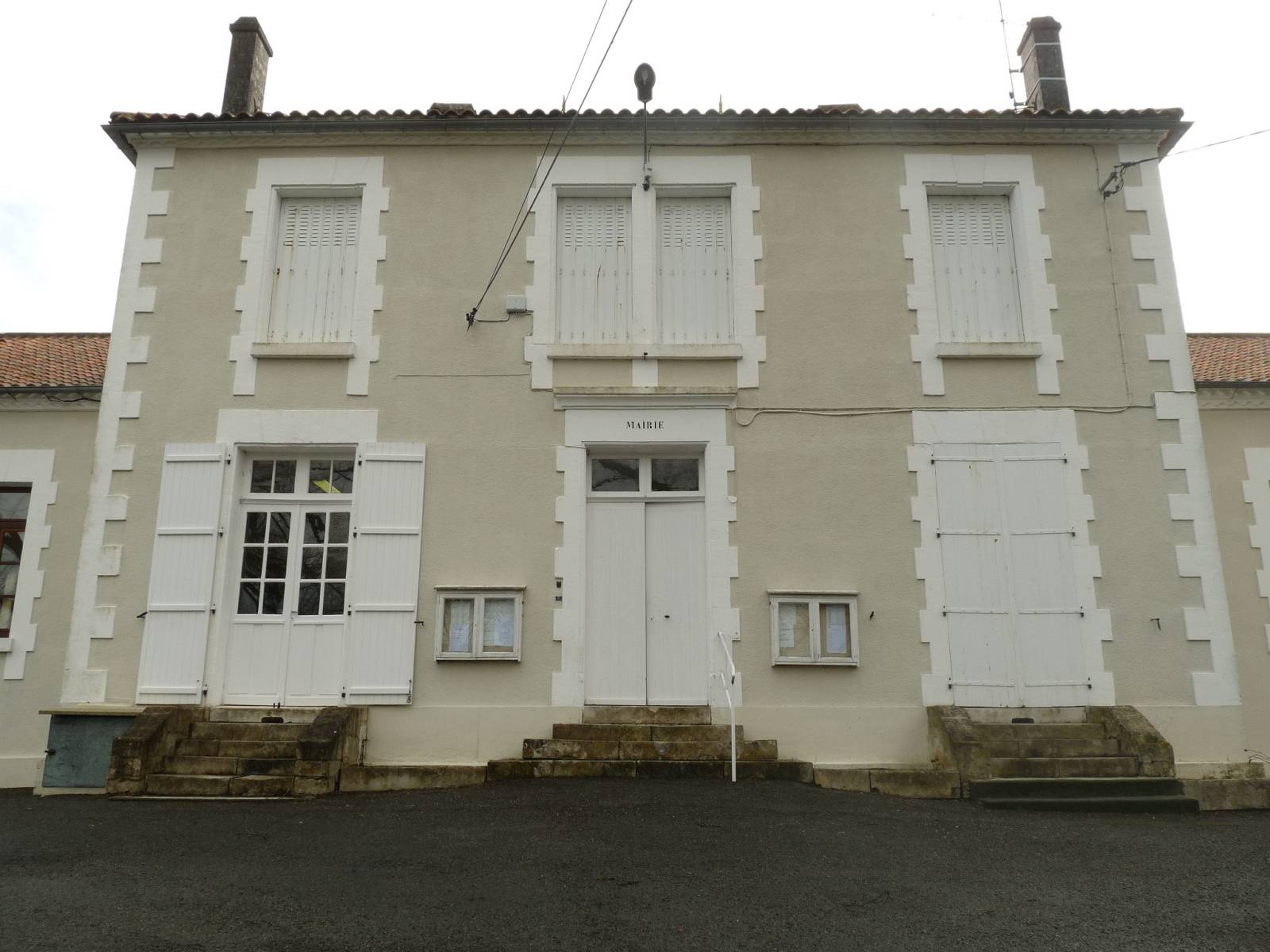
Мэрия